# スカイフック・ワイアレス
Skyhook Wireless (元Quarterscope)は、アメリカ合衆国の企業である。2003年にボストンで設立された。

## 製品

### Wi-Fi Positioning System
SkyhookはWi-Fiを用いて位置情報を測定する技術を開発した。近くのアクセスポイントのMACアドレスとプロプライエタリなアルゴリズムを用いることで、Wi-Fiポジショニングシステムは20～30メートルの精度でモバイルデバイスの位置を特定できる。これはGPSと似たような機能をGPSハードウェア無しで実現でき、またGPS機能のあるデバイスがあれば同時に用いることでハイブリッドポジショニングシステムが可能になる。Skyhookは初期位置算出時間(TTFF, Time to first fix)が1秒以下であり、20～30メートルの精度があり、屋内や都市過密域でもほとんど100％利用可能であり、これはGPSと相補的であると主張している。
Skyhookのデータベースはウォードライビングによって収集されており、1億以上のWi-Fiアクセスポイントを含み、アメリカとカナダの都市における人口カバー率が70％以上である。

### Loki
SkyhookはLokiを提供している。これは無料の'仮想GPS'ツールバーで、Google マップ、Fandango、Weather.com等のサービスにユーザーの場所を表示することができる。これはウェブサイト上の"Find Me"ページによって取って代わられたが、これはWeatherBug.comのようなサイトに場所ベースのデータを追加するためのツールやSDKも同じである。
Skyhookはユーザーの写真をジオタグするためのパートナーシップをアナウンスした。
2008年1月のMacworld Conference & Expoでは、AppleのCEOであるスティーブ・ジョブズがiPhoneとiPod touchがSkyhookのWPEを位置情報が必要なアプリケーション向けの第一ロケーションエンジンとして用いることを発表した。

## 公式SDK
Skyhookはソフトウェア開発キット(SDK)を提供するが、これによって開発者は位置情報ベースのアプリケーションを作ることができる。このSDKはソフトウェアだけで実装されたWPSを開発者の選んだプラットフォーム上で用いる。さらに、このSDKは全てのGPS NMEA 0183アプリケーションと互換性を持っている。
SDKはWindows XP, Windows Vista、Mobile、Symbian OS、OS X、Linuxプラットフォームをサポートしている。

## プライバシーとハッキング
2008年2月にTerry Stenvoldによって書かれ、雑誌2600の2008年夏版に載った記事は、iPhoneとLinuxが走っているノートパソコンを用いて、あるMACアドレスの場所を特定する方法を解説している。これと関連したYouTubeのビデオはSkyhookのシステムをごまかす方法を示している：ユーザーは検索エンジンを用いて他のルーターのMACアドレスを検索し、自分のノートパソコンが他のMACアドレスをブロードキャストするよう設定し、iPhoneやiPod touchのロケーションエンジンが他の場所に居るよう思い込ませる。
同様のエクスプロイトはチューリッヒ工科大学のコンピューターサイエンス学部のSrdjan Capkunらによって2008年4月に公開された。
2008年の文章はMACアドレスの場所をSkyhookデータベースから引く際のプロトコルを解析している。